# Humberto de Silva Candida
Humberto de Silva Candida o Humberto de Moyenmoutier (1000 – 5 de mayo de 1061) fue un cardenal francés que colaboró con el papa León IX en el gobierno de la Iglesia católica. Se le suele enumerar junto con Pedro Damián e Hildebrando de Sovana como uno de los autores de la reforma gregoriana del siglo XI.

## Biografía
Oriundo de Borgoña, estudió en la abadía de Moyenmoutier y en el año 1015 se hizo benedictino. 
Fue secretario y consejero del obispo de Toul, Bruno, que tras ser elegido Papa en el año 1049 con el nombre de León IX, lo creó cardenal obispo de la diócesis suburbicaria de Santa Rufina (Silva Candida) y lo nombró además arzobispo de Palermo, aun cuando no tomó nunca posesión de tal sede episcopal.
En 1049 participó en el sínodo de Letrán donde apoyó la idea del Papa León de declarar nulas todas las ordenaciones sacerdotales y episcopales realizadas por simonía. Sin embargo, la moción encontró la fuerte oposición de Pedro Damián y del resto del clero de Roma por el miedo a que las iglesias de Roma se quedaran sin suficientes sacerdotes para los servicios litúrgicos. Aun así, parece que León IX mandó reordenar a los acusados de simonía.
Asertor del primado romano, fue adversario de la unión con la Iglesia griega y contribuyó a hacer irreparable la ruptura entre León IX y el patriarca de Constantinopla Miguel I Cerulario. Con Federico de Lorena y Pedro de Amalfi, fue enviado como legado papal a Oriente para intentar una reconciliación pero, aun cuando fue acogido con respeto por el emperador Constantino IX, el patriarca atacó ásperamente la idea del primado petrino y el 16 de julio de 1054 en la iglesia de Santa Sofía, los legados excomulgaron a Cerulario.
En el año 1058 sostuvo la elección al papado de Gerardo de Borgoña (Nicolás II) y lo persuadió de convocar en Letrán un sínodo que el año siguiente aprobó el decreto que excluye al emperador y a la aristocracia romana de cualquier fase de la elección pontificia y que condenó explícitamente toda forma de nicolaísmo y de simonía.

## Pensamiento
Fue un fuerte sostenedor del primado pontificio y con profunda aversión a las investiduras laicas. Aun así se le considera el primer teórico en expresar la idea de que un papa herético puede ser sometido a un juicio.

A menudo el reino celestial se beneficia del reino terrenal porque los que dentro de la Iglesia actúan contra la fe y la disciplina son contenidos por el poder de los príncipes, y la disciplina que la humanidad de la Iglesia no puede hacer prevalecer, el poder del príncipe la impone a los rebeldes. Así pues que sepan los príncipes del siglo que deben velar por la Iglesia que Cristo les ha encomendado proteger. Pues, ya sea que la paz y la disciplina de la Iglesia se vea aumentada por la actuación de los príncipes fieles a la Iglesia o sea disminuida, Dios pedirá cuenta a aquellas personas bajo cuyo poder confió a su santa Iglesia.
HUMBERTO DE SILVA CÁNDIDA: Adversus Simoniacus Libri III(1954-58) P. L. CXLIII.

Yo pregunto, pues, por qué se devuelve lo que se tiene, a no ser que sea o bien para vender de nuevo el patrimonio eclesiástico, bajo pretexto de orden o donación, o bien para quesea corroborada por el metropolitano la primera venta; sea para lo que fuere, lo cierto es que para encubrir la ordenación laica bajo el color de una cierta legalidad eclesiástica. Lo cual si no se ha hecho, ni se hace, que cualquiera me acuse de mentiroso. Pero lo que es más grave es que no solo en el tiempo pasado fue costumbre hacer tal cosa, sino que también ahora, en nuestros tiempos, es algo corriente, como se sabe. ¿Es que acaso no es verdad que los príncipes del siglo vendieron y venden las cosas de la Iglesia bajo el falso nombre de investidura y más tarde bajo el nombre de consagración episcopal?
HUMBERTO DE SILVA CÁNDIDA: Adversus Simoniacos (1054-58) P.L. CXLIII